# Севог, Эйстейн
Эйстейн Севог (норв. Øystein Sevåg, род. 19 марта 1957, Берум) — норвежский музыкант и композитор, джазмен.
С пятилетнего возраста начал учиться игре на фортепиано, с 12 лет — на гитаре; в 1970 году вступил в церковную рок-группу как бас-гитарист. Затем вопреки давлению отца вместе с друзьями создал коллектив, выступавший в барах и ресторанах Осло с популярными мелодиями. Одновременно у Севога проснулся и интерес к джазу. Тем не менее, в 1972 году он поступил в частную музыкальную школу для обучения академической флейте, параллельно изучая орган и фортепиано. В 1975 году поступил в консерваторию по классу флейты.
Первый серьёзный коллектив Ischjazz Эйстейн Севог организовал совместно с Лаки Пэти (Lakki Patey) в 1973 году. Этот состав играл джаз-рок и завоевал некоторую популярность в стране, в 1976 году выступил на государственном телевидении в конкурсе молодых талантов. 
В 1980 году по окончании консерватории Севог подлежал призыву на военную службу. Отказавшись от неё из-за пацифистских взглядов, он поступил на работу в Норвежский фольклорный музей (Norsk Folkemuseum) в рамках программы альтернативной гражданской службы.